# Babs (Auto)

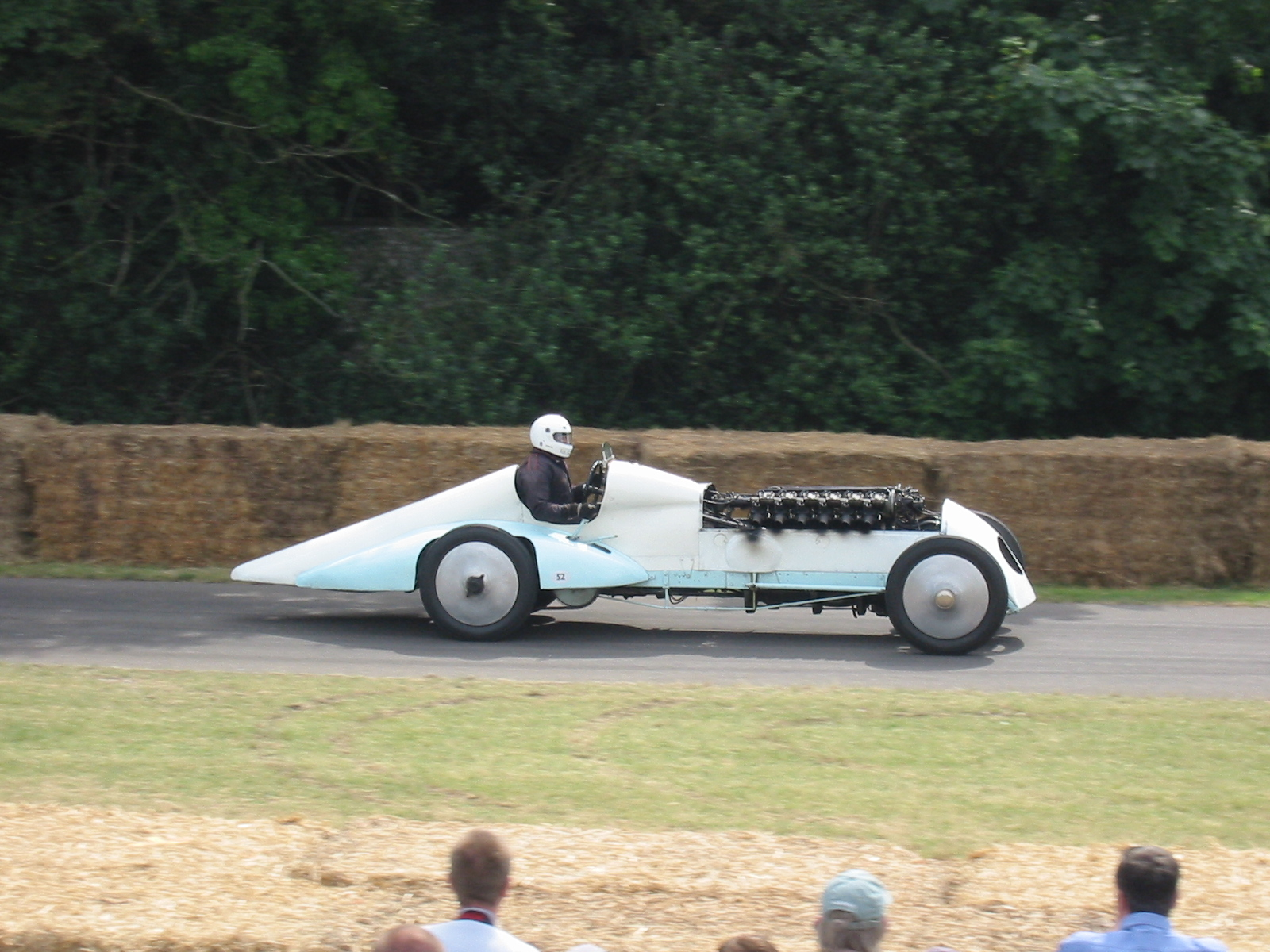
Der wiederaufgebaute Higham Special "Babs" auf dem Goodwood Festival of Speed 2005

Babs ist ein Fahrzeug, mit dem 1926 ein Landgeschwindigkeitsrekord  aufgestellt wurde.
Das Fahrzeug, ursprünglich als Chitty Bang Bang IV und auch als Higham Special bezeichnet, wurde von seinem späteren Besitzer auf den Namen Babs getauft. Es basiert auf einem Blitzen-Benz, wurde aber mit einem 450 PS Zwölfzylinder-V-Flugzeugmotor mit 27 Liter Hubraum des Typs Liberty L-12 bestückt. Das Fahrzeug wurde ursprünglich von Graf Louis Zborowski konstruiert, konnte aber bis zu dessen Tod im Jahr 1924 nicht fertiggestellt werden und wurde später vom Rennfahrer und Chefingenieur von Leyland Motors J. G. Parry-Thomas erworben.

## Landgeschwindigkeitsrekord

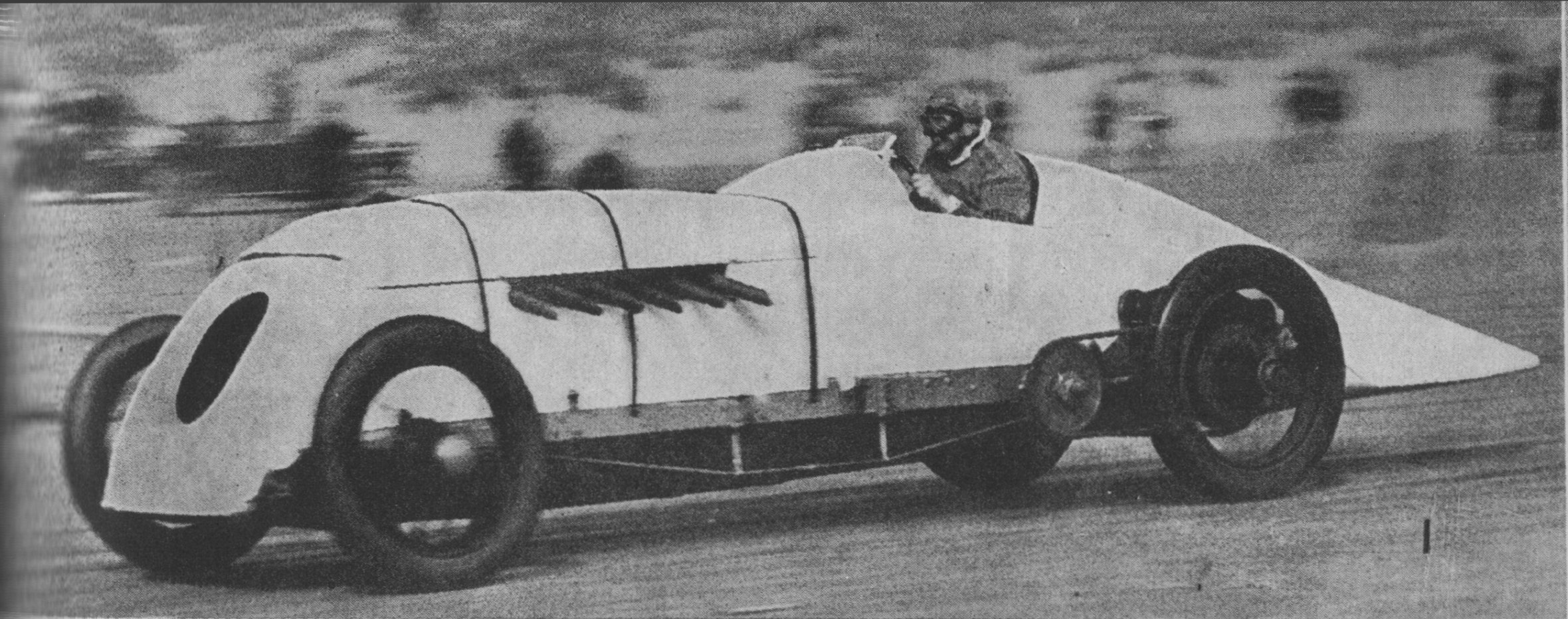
J. G. Parry-Thomas und Babs beim Landgeschwindigkeitsrekord 1926

Parry-Thomas nahm einen Motorumbau vor, veränderte die Vergaseranlagen und verbaute eigens entwickelte Kolben. Um Verbesserungen von Fahreigenschaften und Aerodynamik zu erreichen, änderte er einige Male die Karosserie und die Karosserieform. Mit dem so modifizierten Fahrzeug erreichte er am 28. April 1926 in Pendine Sands eine Höchstgeschwindigkeit von 273,6 km/h und stellte damit einen Landgeschwindigkeitsrekord für radangetriebene Fahrzeuge nach den Regeln der Association Internationale des Automobile Clubs Reconnus (AIACR) auf.

## Unfall
Anfang 1927 wurde ein weiteres Mal die Karosserieform verändert, so dass die Hinterräder teilweise verkleidet wurden. Bei einem weiteren Rekordversuch am 3. März 1927 verlor Parry-Thomas die Kontrolle über das Fahrzeug, er verunglückte tödlich und Babs wurde zerstört. Als Ursache für den Unfall wird der gesundheitliche Zustand von Parry-Thomas angegeben, ein zuvor vermuteter technischer Defekt wurde beim Wiederaufbau des Fahrzeugs ausgeschlossen.

## Bergung und Wiederaufbau
Nachdem der Higham Special 1927 am Strand unweit der Unfallstelle vergraben worden war, wurde Babs 1969 durch einen Dozenten des Technical College of North Wales in Bangor geborgen und anschließend in einem Zeitraum von etwa 15 Jahren wieder aufgebaut und restauriert. Babs wird heute im Museum of Speed in Pendine ausgestellt.